# Studi e materiali di storia delle religioni
Studi e materiali di storia delle religioni (acronimo: SMSR) è una rivista scientifica di storia delle religioni fondata nel 1925 da Raffaele Pettazzoni ed edita da Japadre editore. A partire dall'anno 2009 la rivista è pubblicata dalla casa editrice Morcelliana.
La rivista è a cura del Dipartimento di studi storico-religiosi dell'Università La Sapienza di Roma, al cui indirizzo internet la rivista è liberamente consultabile per le annate 1925-1976 (volumi I-XLII).
Sospese momentaneamente la sua attività nel 1969 e fu ripresa nel 1972 come Religioni e Civiltà e nel 1977 come Studi storico-religiosi. Ha riassunto il titolo storico di SMSR nel 1983 ed è il nome che tuttora conserva.
La rivista è stata diretta, oltre che dallo stesso Raffaele Pettazzoni, da Angelo Brelich, Dario Sabbatucci, Giulia Piccaluga, Sergio Zincone, Alberto Camplani. Dal 2012 il direttore è Alessandro Saggioro, professore di storia delle religioni alla Sapienza.